# Organy kamieńskie

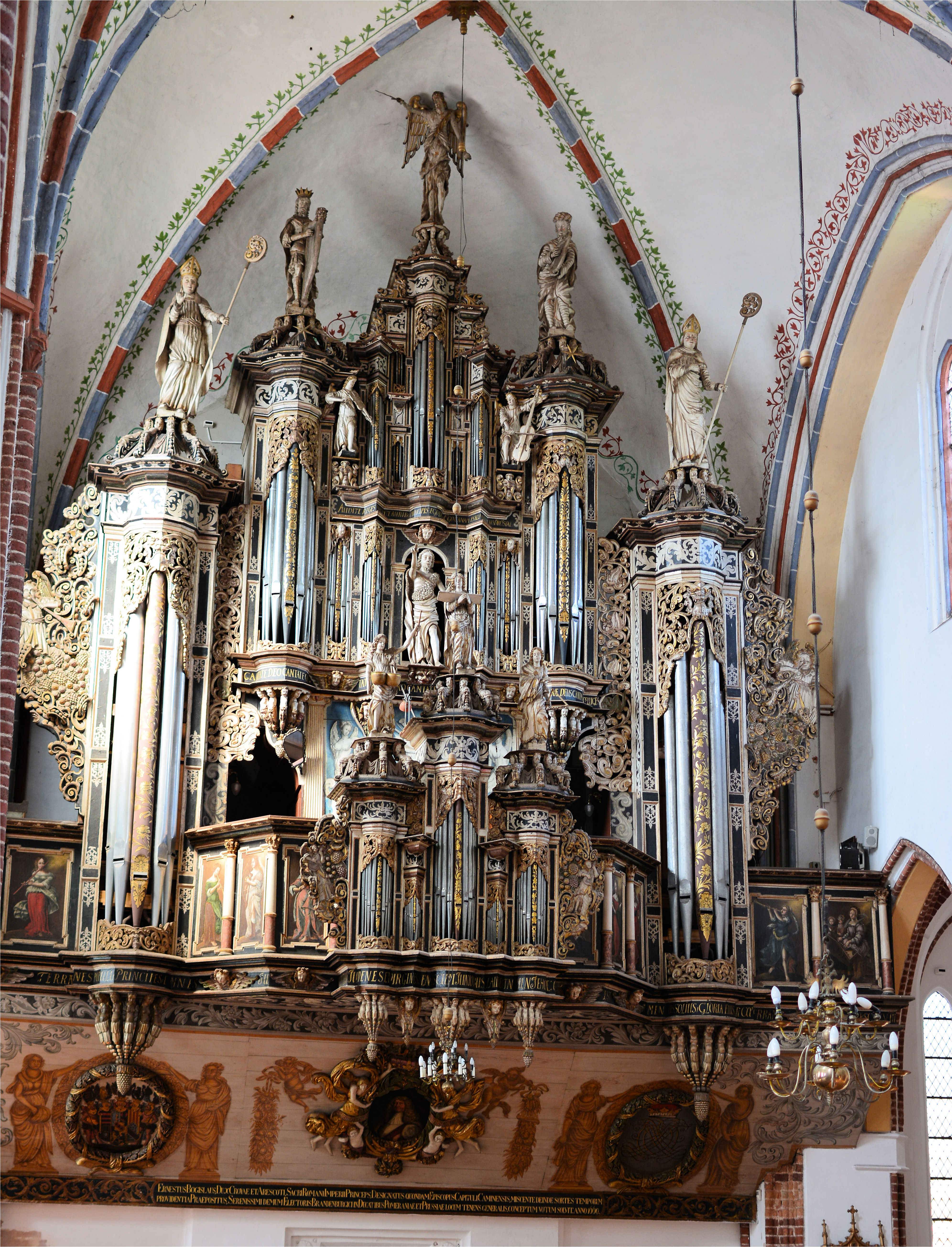
Organy kamieńskie

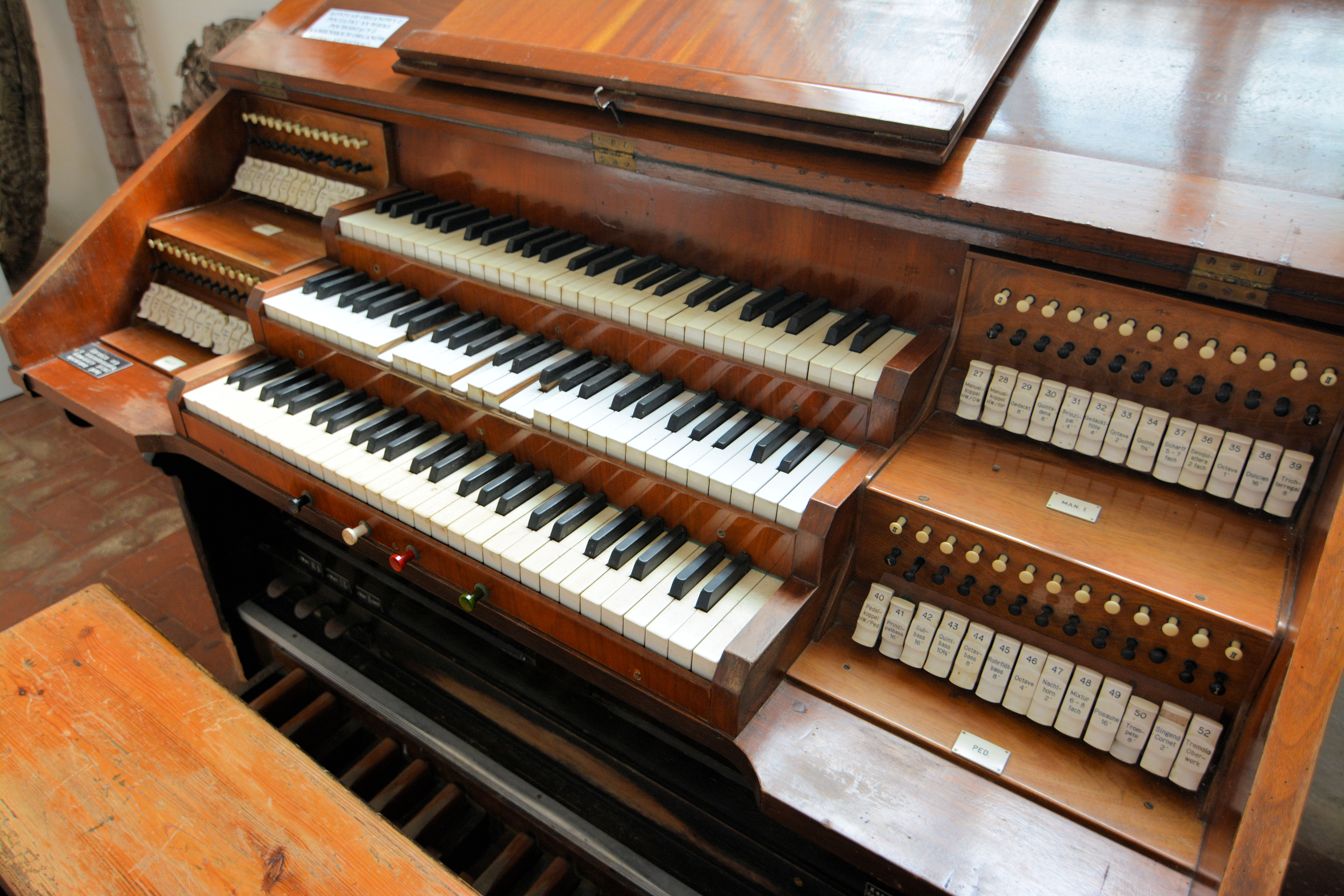
Kontuar organowy kamieńskich organów z pocz. XX w. (obecnie eksponat przykatedralnego muzeum)

Organy kamieńskie – barokowe organy w konkatedrze św. Jana Chrzciciela w Kamieniu Pomorskim. Obecnie organy składają się z 3300 piszczałek i mają 47 głosów
Prospekt organowy ozdobiony jest jedenastoma pełnoplastycznymi rzeźbami przedstawiającymi: Archanioła Michała, króla Dawida z harfą, Saula (Jeremiasza) z lirą, św. Ottona z Bambergu, Ernesta Bogusława de Croy, anioła grającego na skrzypcach (violi da braccio), anioła grającego na violi (violi da gamba), Jana Chrzciciela, trzy niewiasty, z których jedna śpiewa, druga gra na kotłach, a trzecia na cymbałach (lirze).

## Historia
Organy katedralne w Kamieniu Pomorskim zostały ufundowane w 1669 roku przez ostatniego luterańskiego biskupa kamieńskiego, księcia Ernesta Bogusława de Croya. Ich twórcami byli: Friedrich Breyer, który zaprojektował organy i rozpoczął ich budowę, oraz  Michael Berigiel, który dokończył budowę. Obudowę organów wraz z kunsztownym ornamentem wykonał rzeźbiarz  Martin Edelber. Natomiast  Johann Grundman wykonał rzeźby zdobiące prospekt organowy. Nie jest znany wykonawca dziesięciu, wysokiej klasy obrazów, które wypełniają płyciny balustrady organów, a przedstawiają muzykujące niewiasty.
Instrument powstał w latach 1669–1672. Pierwszy koncert odbył się w pierwszą niedzielę Adwentu 1672 roku. Do 1683 roku trwały prace wykończeniowe. Malowidła i złocenia wykonał stargardzki malarz Jan Schmidt. Wtedy też doszło do niewielkiej przebudowy organów w celu umieszczenia na nich kartuszy z herbami i podobizną fundatora.
Pierwsza naprawa instrumentu konieczna była w 1726 roku. Kolejne miały miejsce w latach: 1787, 1800, 1817, 1828, 1830. W 1888 roku postanowiono zrobić gruntowną renowację, modernizację i rozbudowę organów kamieńskich. Dzieła tego dokonał organmistrz Barnim Grüneberg. W wyniku przebudowy instrument miał od tej pory 44 głosy.
Pod koniec II wojny światowej, gdy front zbliżył się do Kamienia Pomorskiego, Niemcy planowali zdemontować instrument i ewakuować go w głąb Rzeszy. Zamierzeń tych nie udało się jednak zrealizować. W 1945 roku organy zostały zdewastowane. Elementy grające uległy zniszczeniu w 90%.
Po zakończeniu II wojny światowej organy zostały odbudowane przez organmistrza Zygmunta Kamińskiego. Uzupełniono brakujące piszczałki, a całą dyspozycję instrumentu oparto na 43 głosach. W 2004 roku Władysław Cepka przeprowadził gruntowną renowację i modernizację organów.
Od 1964 roku na organach odbywają się koncerty muzyki organowej, organizowane przez miłośników Ziemi Kamieńskiej i Szczecińskie Towarzystwo Muzyczne im. Henryka Wieniawskiego. Impreza ta ma charakter międzynarodowy. Festiwal trwa przez trzy miesiące letnie. W jego programie znajdują się koncerty organowe, występy chórów i solistów prezentujących dzieła dawnych mistrzów i kompozycje współczesne.

## Dyspozycja organów kamieńskich ok. 1790 r.[5][6]
| Rückpositiv [C, D–c³?] |     |
| Gedackt                | 8′  |
| Quintaden              | 8′  |
| Principal              | 4′  |
| Blockflötte            | 4′  |
| Superoctava            | 2′  |
| Scharff                | [?] |
| Dulcian Regahl         | 8′  |

| Hauptwerk [C, D–c³?] |            |
| Bordun               | 16′        |
| Principal            | 8′         |
| Gemshorn             | 8′         |
| Gedackt              | 8′         |
| Octava               | 4′         |
| Gemshorn             | 4′         |
| Rohrflöte            | 4′         |
| Hol Qvint            | 3′         |
| Sexquialtera         | [2⅔′+1⅗'?] |
| Mixtur               | [?]        |
| Cimbel               | [?]        |
| Tromb                | 8′         |

| Oberwerk [C, D–c³?] |       |
| Grobgedackt         | 8′    |
| Principal           | 4′    |
| Gedackt             | 4′    |
| Nasat               | 3′    |
| Superoctava         | 2′    |
| Sivlitt             | [1′?] |
| Cimbel              | [?]   |
| Knop Regahl         | 8′    |

| Pedal [C–c1?} |     |
| Principal     | 16′ |
| Gedackt       | 16′ |
| Octava        | 8′  |
| Gedackt       | 8′  |
| Octava        | 4′  |
| Superoctava   | 2′  |
| Posaun        | 16′ |
| Sorduhn       | 16′ |
| Tromb         | 8′  |
| Cornett       | 4′  |

Cymbelstern

## Dyspozycja organów kamieńskich ok. 1868 r.[6]
| Rückpositiv C, D–c³ |       |
| Gedackt             | 8′    |
| Quintatöna          | 8′    |
| Principal           | 4′    |
| Blockflöte          | 4′    |
| Salicional          | 4′    |
| Nasat               | 3′    |
| Principal           | 2′    |
| Mixtur              | 3fach |
| Dulcian             | 8′    |

| Hauptwerk C, D–c³ |         |
| Bordun            | 16′     |
| Principal         | 8′      |
| Hohlflöte         | 8′      |
| Gedackt           | 8′      |
| Gamba             | 8′      |
| Octava            | 4′      |
| Rohrflöte         | 4′      |
| Quinta            | 3′      |
| Octava            | 2′      |
| Mixtur            | 3-4fach |
| Trompet           | 8′      |

| Oberwerk C, D–c³ |       |
| Gedackt          | 8′    |
| Salicional       | 8′    |
| Flauto traverse  | 8′    |
| Viola d’amour    | 8′    |
| Principal        | 4′    |
| Flöte            | 4′    |
| Waldflöte        | 2′    |
| Mixtur           | 3fach |

| Pedal C–c1 |     |
| Principal  | 16′ |
| Subbaß     | 16′ |
| Violon     | 8′  |
| Gedackt    | 8′  |
| Baßflöte   | 8′  |
| Octava     | 4′  |
| Octava     | 2′  |
| Posaune    | 16′ |
| Trompete   | 8′  |

Sperrventil Pedal
Sperrventil Rückwerk
Sperrventil Oberwerk
Sperrventil Hauptwerk
Obermanual Coppel
Rückwerk Coppel
Tremulant Pedal
Calcantenglocke
Cymbelstern Rückwerk
Cymbelstern Hauptwerk
6 miechów

## Obecna dyspozycja organów[7]
| I Rückpositiv C–f³ |      |
| Gedackt            | 8′   |
| Quintadena         | 8′   |
| Prinzipal          | 4′   |
| Gedacktflöte       | 4′   |
| Octave             | 2′   |
| Quinte             | 1⅓′  |
| Sesquialtera       | II   |
| Scharff            | IV-V |
| Krummhorn          | 8′   |

| II Hauptwerk C–f³ |         |
| Quintadena        | 16′     |
| Prinzipal         | 8′      |
| Spillpfeife       | 8′      |
| Gedackt           | 8′      |
| Octave            | 4′      |
| Hohlflöte         | 4′      |
| Rohrflöte         | 4′      |
| Quinte            | 2⅔′     |
| Octave            | 2′      |
| Rauschquinte      | II      |
| Mixtur            | VI-VIII |
| Trompete          | 8′      |
| Clarine           | 4′      |

| III Oberwerk C–f³ |       |
| Prinzipal         | 8′    |
| Koppelflöte       | 8′    |
| Octave            | 4′    |
| Gemshorn          | 4′    |
| Nasat             | 2⅔′   |
| Blockflöte        | 2′    |
| Terz              | 1⅗′   |
| Scharff           | IV-VI |
| Cymbel            | III   |
| Dulzian           | 16′   |
| Bärpfeife         | 8′    |
| Schalmey          | 4′    |
|                   |       |
| Tremulant         |       |

| Pedal C–d³     |        |
| Prinzipalbass  | 16′    |
| Subbass        | 16′    |
| Quintbass      | 10²/3′ |
| Octavbass      | 8′     |
| Rohrflötenbass | 8′     |
| Octave         | 4′     |
| Nachthorn      | 2′     |
| Mixtur         | IV     |
| Posaune        | 16′    |
| Trompete       | 8′     |

I/II, III/II, I/P, II/P, III/P
Z wykonanych w latach 1669–1672 organów zachowały się następujące elementy:
- przebudowana szafa organowa (tylna ściana szafy zachowana częściowo w sekcji Rückpositiv, zachowane wewnętrzne ściany wież pedałowych)
- snycerka szafy organowej wraz z oryginalną polichromią
- piszczałki frontowe sekcji Hauptwerku (Principal 8′)
- piszczałki frontowe sekcji Rückpostivu (Principal 4′)
- piszczałki frontowe sekcji Oberwerku (Principal 4′)
- piszczałki frontowe sekcji pedału (Principal 16′) w północnej wieży basowej